# Palaestrida
Palaestrida is een geslacht van kevers uit de familie oliekevers (Meloidae).
Het geslacht is voor het eerst wetenschappelijk beschreven in 1846 door White.

## Soorten
Het geslacht omvat de volgende soorten:
- Palaestrida bicolor White, 1846
- Palaestrida concolor MacLeay, 1887
- Palaestrida flabellicornis MacLeay, 1887
- Palaestrida nigripennis MacLeay, 1887